# Urceo Codro
Antonio Urceo, conosciuto come Urceo Codro (latino Antonius Urceus Codrus; Rubiera, 14 o 17 agosto 1446 – Bologna, 11 febbraio 1500), è stato un umanista italiano.

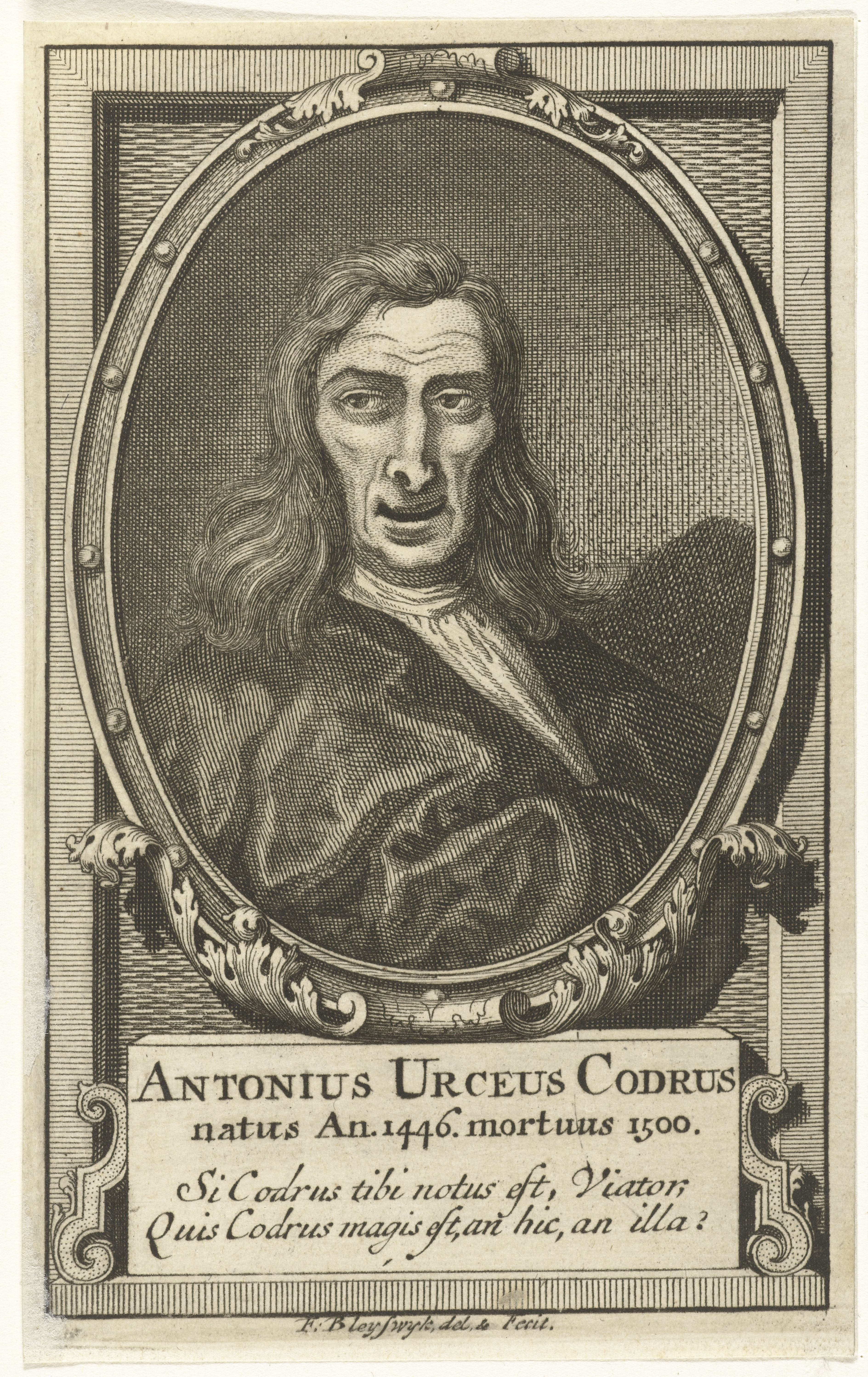
Urceo Codro

È noto per aver completato il quinto atto della Aulularia di Plauto, giuntoci molto frammentario. Fu molto celebre come studioso di greco, tanto che Angelo Poliziano gli scrisse per chiederne l'opinione su alcune poesie greche ed Aldo Manuzio gli dedicò la sua edizione di lettere di scrittori greci.

## Biografia
Dopo i primi studi, a Modena, con l'umanista Gaspare Tribraco de' Trimbocchi, si trasferì a Ferrara, dove ebbe come maestri Battista Guarino, figlio di Guarino Veronese, e Luca Ripa.
Per intervento del Ripa, nel 1469 venne chiamato a Forlì come pubblico docente. Qui ripristinò l'antica Accademia dei Filergiti e fu scelto da Pino III Ordelaffi, Signore della città, come precettore del figlio Sinibaldo, al posto di Giacomo Soardo da Bergamo, fatto uccidere dallo stesso Pino (1477). A Forlì Urceo Codro si ambientò così bene che le fonti spesso lo definiscono "forlivese". A Forlì ebbe modo di conoscere, tra gli altri, Alessandro Numai e Fausto Andrelini. Fra i suoi discepoli, si segnalano Eugenio Menghi e Francesco Uberti da Cesena.
Dopo l'ingresso a Forlì dei nuovi Signori Girolamo Riario e Caterina Sforza (1481), Codro si trasferì a Bologna, dove insegnò grammatica ed eloquenza, nonché greco. Qui ebbe discepoli poi famosi, tra cui Filippo Beroaldo il Giovane e Niccolò Copernico. A Bologna Codro trascorse la sua restante vita, con l'esclusione di alcuni brevi viaggi, ad esempio a Roma e a Milano. Le sue brillanti prolusioni ai corsi universitari, che egli intitolò "Sermones", erano un vero e proprio evento che coinvolgeva la cittadinanza intera: la peculiarità di Codro, più unica che rara tra gli umanisti, era quella di saper unire massima erudizione e affabile e umoristica colloquialità. Al pari di Socrate, affidò il suo insegnamento esclusivamente all'oralità, restìo ad utilizzare quell'"ars artificialiter scribendi" (la stampa) che il suo collega Filippo Beroaldo Senior, al contrario, sfruttava allora in tutte le sue potenzialità. La sua produzione ("Sermones", epigrammi, un'ecloga, una satira, miscellanee (silvae), qualche lettera) ci è nota solo grazie all'intraprendenza di alcuni suoi allievi (Filippo Beroaldo il minore e Bartolomeo Bianchini) e di Anton Galeazzo Bentivoglio, che nel 1502 promossero la stampa dei suoi "Opera omnia" (Bologna, Benedetto d'Ettore).
Oggi, ad Urceo Codro è intestata la Biblioteca Comunale di Rubiera. Rubiera e Reggio Emilia gli hanno dedicato una via.

## Opere
- Antonio Urceo Codro, Orationes seu Sermones vt ipse appellabat. Epistole Silue Satyre Egloge Epigrammata, Bologna, Benedetto d'Ettore, 1502
- Antonio Urceo Codro, Orationes seu Sermones vt ipse appellabat. Epistole Silue Satyre Egloge Epigrammata, Parigi 1515.
- Antonii Codri Urcei ... Opera, quae extant, omnia: sine dubio non uulgarem utilitatem allatura grammaticen, dialecticen, rhetoricen & physica profitentibus: ..., per Henricum Petrum, Basileae 1540.